# Duportella jordaoensis
Duportella jordaoensis är en svampart som beskrevs av Hjortstam & Ryvarden 2004. Duportella jordaoensis ingår i släktet Duportella och familjen Peniophoraceae.   Inga underarter finns listade i Catalogue of Life.